# Soheit-Tinlot
Soheit-Tinlot (wa. Sohet) – dzielnica (section) gminy Tinlot w Belgii, w Regionie Walońskim, w prowincji Liège, w okręgu Huy. 1 stycznia 2020 roku liczyła 629 mieszkańców. Do 31 grudnia 1976 r. samodzielna gmina. 

## Demografia
Liczba mieszkańców, stan na 1 stycznia:
| Rok                | 1930 | 1947 | 1961 | 2020 |
| ------------------ | ---- | ---- | ---- | ---- |
| Liczba mieszkańców | 440  | 484  | 464  | 629  |